# Benjamin Proud
Benjamin Proud (ur. 21 września 1994 w Londynie) – brytyjski pływak specjalizujący się w stylu dowolnym i stylu motylkowym, wicemistrz olimpijski (2024), dwukrotny mistrz świata i trzykrotny mistrz Europy, złoty medalista igrzysk Wspólnoty Narodów.

## Kariera pływacka

### 2013
Na mistrzostwach świata w Barcelonie w półfinale 50 m stylem motylkowym z czasem 23,33 zajął 11. miejsce. Na dystansie 50 m kraulem uplasował się na 18. pozycji (22,31).

### 2014
Rok później, podczas Igrzysk Wspólnoty Narodów w Glasgow, reprezentując Anglię zdobył trzy medale. W konkurencjach 50 m stylem dowolnym i 50 m stylem motylkowym wywalczył złoto, a w sztafecie 4 × 100 m stylem dowolnym brąz.
Na mistrzostwach Europy w Berlinie stanął na podium w dwóch konkurencjach. Proud został mistrzem Europy w sztafecie 4 × 100 m stylem zmiennym. Kolejny medal zdobył na dystansie 50 m stylem motylkowym, gdzie ex aequo z Andrijem Howorowem był trzeci (23,21). W konkurencji 50 m stylem dowolnym uzyskał czas 21,94 i zajął czwarte miejsce.

### 2015
Podczas mistrzostw świata w Kazaniu zarówno w konkurencji 50 m kraulem (22,04) jak i 50 m delfinem (23,39) uplasował się na ósmym miejscu. Na dystansie 100 m stylem dowolnym odpadł w eliminacjach i ostatecznie z czasem 49,35 zajął 23. miejsce. Płynął także w sztafetach kraulowej 4 × 100 m (10. miejsce) oraz zmiennej 4 × 100 m (4. miejsce).

### 2016
Na mistrzostwach Europy w Londynie wywalczył dwa brązowe medale na dystansie 50 m stylem dowolnym (21,85) i 50 m stylem motylkowym (23,34).
Cztery miesiące później, podczas igrzysk olimpijskich w Rio de Janeiro w konkurencji 50 m kraulem znalazł się tuż za podium, uzyskawszy w finale czas 21,68. Dzień wcześniej ustanowił na tym dystansie nowy rekord swojego kraju (21,54). Na 100 m stylem dowolnym nie awansował do półfinału i z czasem 49,14 zajął 29. miejsce.

### 2017
Na mistrzostwach świata w Budapeszcie zwyciężył w konkurencji 50 m stylem motylkowym, ustanawiając w niej nowy rekord Wielkiej Brytanii (22,75). Na dystansie 50 m kraulem zdobył brązowy medal, uzyskawszy czas 21,43.

### 2024
Podczas igrzysk olimpijskich w Paryżu z czasem 21,30 zdobył srebrny medal w konkurencji 50 m stylem dowolnym.